# BodaNova

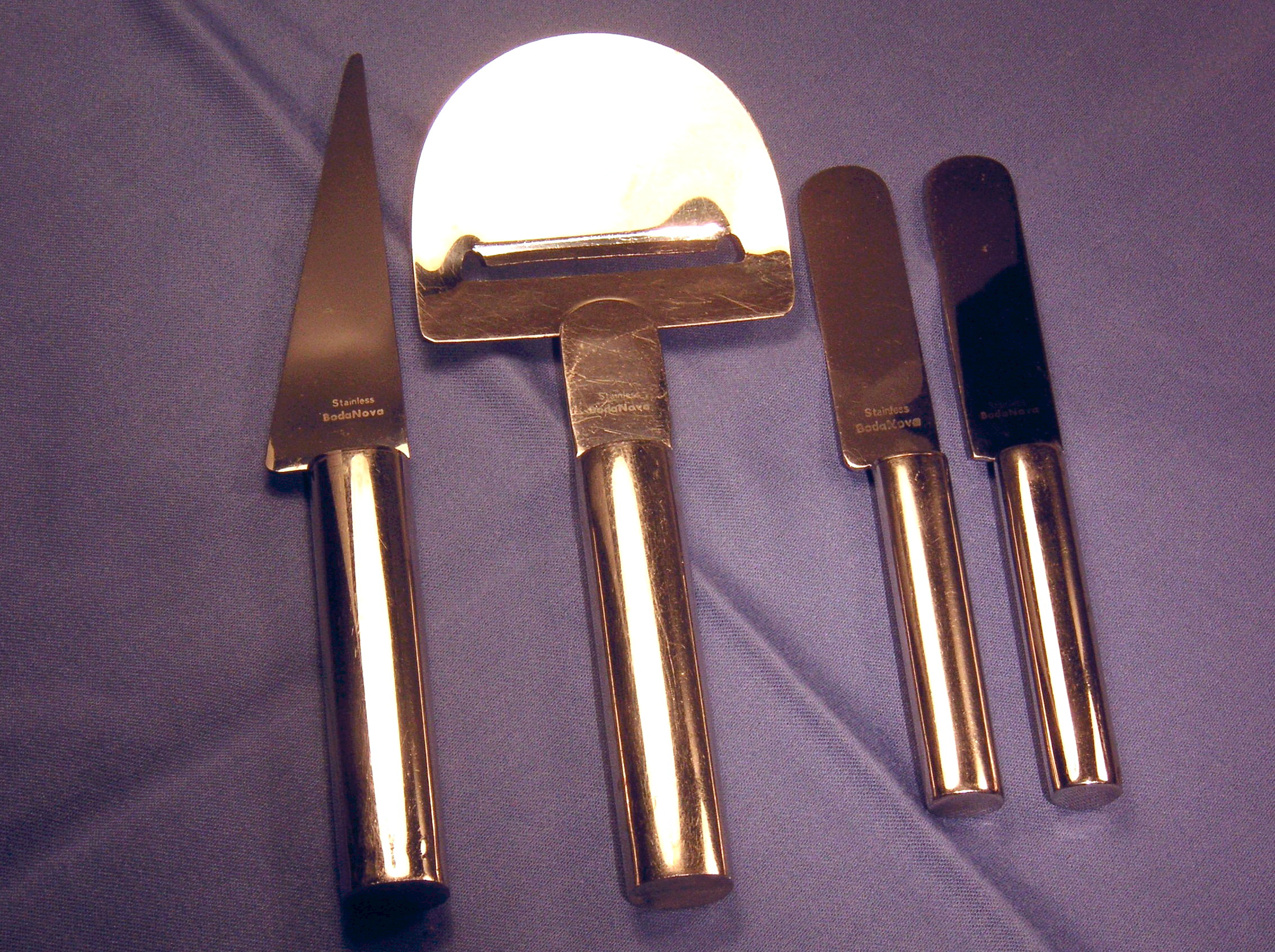
BodaNovas bestick i rostfritt stål från 1980-talet.

BodaNova är ett svenskt företag som tillverkar köks- och hushållsprodukter med säte i Höganäs.
BodaNova grundades 1971 i Boda, Småland av dåvarande VD:n för Kosta Boda glasbruk Erik Rosén, formgivarna Signe Persson-Melin och Mikael Björnstjerna samt grafiske formgivaren John Melin. Deras idé var att skapa väl gestaltade produkter med en enkel elegans för kök och hushåll. Deras enkla glas, serveringsdelar och bestick rönte stor internationell uppmärksamhet när de presenterades för första gången år 1971. Många av BodaNovas produkter har blivit moderna design-klassiker.
Sedan slutet av 1980-talet ändrades företagetes ägarestruktur några gånger. År 1988 förvärvade BodaNova Höganäs keramik och huvudkontoret flyttas till Höganäs. År 2002 köpte finska Iittalagruppen företaget och år 2005 skedde en sammanslagningen med Iittalagruppens svenska organisation, huvudkontoret finns sedan dess i Höganäs.